# John Mott
John Raleigh Mott (Livingston Manor, Sullivan megye, New York, 1865. május 25. – Orlando, Florida, 1955. január 31.) a Keresztény Diákok Világszövetségének (World Student Christian Federation – WSCF) Nobel-békedíjas vezetője, az Egyházak Világtanácsának tiszteletbeli elnöke, metodista felekezetű. A Nobel-díjat 1946-ban kapta meg a keresztény diákok nemzetközi szervezetének megalapításáért és megerősítéséért, amellyel a világbéke ügyét mozdította előre. Mott 1895 és 1920 volt a WSCF főtitkára.
Mott az 1910-es edinburghi Világmissziói Konferencián amerikai metodista laikusként elnökölt. A konferencia meghatározó hatást gyakorolt a 20. századi ökumenizmus kibontakozására, illetve a protestáns missziós mozgalmakra. 1920-tól 1928-ig elnökként vezette a WSCF-et. Kiterjedt missziós és ökumenikus munkásságáért sokan korának legszélesebb látókörű és legmegbízhatóbb keresztény vezetőjének tartják. (Cracknell-White, 243). Miután közvetlenül részt vett az Egyházak Világtanácsának (EVT) létrehozásában, a szervezet egész életére tiszteletbeli elnökének választotta. Legismertebb könyve A világ evangélizálása ebben nemzedékben (The Evangelization of the World in this Generation) a 20. század elején missziós jelmondattá vált.

## Család
Livingston Manorban (Sullivan County, New York) született 1865-ben. Családja még ugyanebben az évben Postville-be (Iowa) költözött. Az Upper Iowa University-n történelmet tanult. A BA fokozatot a Cornell University-n szerezte meg 1888-ban. Felesége Leila Ada White, akit 1891-ben vett el. Két fiuk és két leányuk született.

## Magyarországi kapcsolódás
Mott magyarországi vonatkozása, hogy 1909-es látogatásának közvetlen hatására kezdték meg előkészíteni a Magyar Evangéliumi Keresztyén Diákszövetség (MEKDSZ) megalapítását, amelyre 1910-ben került sor.
1. ↑  Find a Grave (angol nyelven). Find a Grave . (Hozzáférés: 2024. június 30.)